# Cerkev sv. Hipolita, Zell am See
Rimskokatoliška župnijska cerkev svetega Hipolita je cerkvena stavba v mestu Zell am See v avstrijski zvezni deželi Salzburg. Cerkev, posvečena svetemu Hipolitu Rimskemu, je navedena spomeniško zaščitena.

## Zgodovina
Med obnovo župnijske cerkve svetega Hipolita v letih 1972 do 1975 so bile na severnem stopnišču v kripto in na vhodu v zakristijo izpostavljene rimske spolije (tudi kvadratni skulpturiran reliefni kamen z dvema keltsko-rimskima glavama), kar je lahko znak, da je bilo na tem mestu že predkrščansko kultno najdišče (tempelj?) z nagrobniki. Za to govori tudi dekret papeža Gregorja I. (590–604), da je treba v krščanske cerkve vzidati reliefne kamne kot zmago nad poganstvom.
Arheološka preiskava kripte, ki je bila pred obnovo napolnjena in odkrita, je tudi pokazala, da ni bila le starejša od glavne gotske apside, temveč tudi starejša od visoke romanske ladje.  Edinstvena uporaba zgodnjega karolinškega patrocinija Hipolita v Salzburgu in sosednje cerkve svete Marije (kot ljudske in romarske cerkve) nakazuje originalno cerkev bavarske aristokracije, katere korenine segajo v čas, ko je bil v drugi polovici 8. stoletja ustanovljen samostan .
Približno sredi 10. stoletja naj bi bila v Zell am Seeju zgrajena karolinško-ottonska domnevno dvoranska cerkev s podolgovato apsido (približno 8 × 32 m), kripto in vzdolžnim prizidkom. Namesto te je v drugi tretjini 12. stoletja nastala nova stavba v obliki bazilike, še vedno stolpa .
Cerkev prikazuje najstarejše gradbene elemente Pinzgaua. Obstoječi sistem je torej romanski. Cerkev ima tri ladje in je bila nekoč opremljena z gotskimi rebrastimi oboki. V glavni ladji je bil leta 1794 porušen kamnit obok in nameščen lesen obok, ki ga je leta 1898 nadomestil raven lesen strop. Štiri stopnice vodijo do visokega oltarja, kripta pod njim je bila do zdaj napolnjena, vendar je bila med obnovo v 1980-ih  znova odkrita.
Dragulj cerkve, ki je tudi eden najlepših in najdragocenejših arhitekturnih spomenikov v regiji Pinzgau, je empora s čudovitim parapetom. Galerija temelji na štirih različno obdelanih stebrih iz izbranega dragocenega marmorja, med katerimi je raztegnjen bogat filigranski mrežast obok. Trije šilasti loki nosijo množico brstov, združujejo se v koničaste fiale, med tremi loki so gotski baldahini z vklesanimi figurami sv. Hipolita in Florijana iz leta 1520. Balustrada prikazuje krogovičje štirilistov in ribjih mehurjev, iz leta 1514.
Stolp dominira nad starim mestom Zell am See. Močne stene so na zunanji strani obložene s konglomeratnimi kvadri. Razdeljen je v pet nadstropij, za katere so značilni gotski frizi. Višje kot so frizi, večji so. Stolp je visok 36 metrov in ima dvokapno streho s stopničasto streho.
1660 do 1670 je cerkev dobila nov visoki oltar v baročnem slogu, ki ga je leta 1760 nadomestil nov oltar. Od baročne opreme ni ostalo skoraj nič, razen nekaj okraskov; dva velika kipa sta prišla iz Prielauer Kirche. Na visokem oltarju sta poleg tabernaklja dva kipa iz leta 1480: Sveti Rupert in Virgil.
V stranskem oltarju je podoba cerkve Maria Wald, ki so jo leta 1773 po uničujočem požaru leta 1770 opustili. To je Madona s stoječim otrokom iz leta 1540. V levi ladji je majhen Sebastjanov oltar v polkrožni apsidi s stekleno poslikavo v oknu in zelo lepi, veliki nagrobniki, med drugim Casparja Panichnerja (sodnik v 16. stoletju).
Med obnovo leta 1898 so vso baročno opremo popolnoma odstranili iz cerkve in naredili so raven lesen strop. Dva neogotska oltarja z bogato pozlato in skulpturo Josefa Bachlehnerja so namestili v cerkev v Hall in Tirol. Zvonove iz leta 1904 so v nacističnem obdobju pretopili; leta 1950 je nadškof Rohracher posvetil štiri nove cerkvene zvonove.
Cerkev je bila v letih 1972 do 1975 podvržena obsežnim obnovam, leta 2012/13 pa je bil mogočni zahodni stolp dokončno saniran in obnovljen.